# Soul Train
Soul Train é um programa de televisão americano de variedades musicais. Foi ao ar em distribuição de 2 de outubro de 1971 a 25 de março de 2006. Ao longo de seus 35 anos de história, o programa apresentava principalmente apresentações de artistas de R&B, soul e hip hop.
Soul Train foi criado por Don Cornelius, que também foi seu primeiro apresentador e produtor executivo.
A produção foi suspensa após a temporada 2005-2006, com um pacote de reprise sob o apelido de The Best of Soul Train exibido por dois anos subsequentes. Como um aceno para a longevidade de Soul Train, a sequência de abertura do programa durante as temporadas posteriores continha uma afirmação de que era o "programa nacionalmente sindicado mais antigo da história da televisão americana", com mais de 1.100 episódios produzidos desde a estreia do programa até o final na temporada 2005-2006. Apesar do hiato de produção, Soul Train manteve esse recorde superlativo até 2016, quando Entertainment Tonight o ultrapassou ao completar sua 35ª temporada. Entre os programas não jornalísticos, Roda da Fortuna superou essa marca em 2018.   
A partir de 2016, os direitos da marca Soul Train, biblioteca e eventos associados, como seus cruzeiros e premiação anual, o Soul Train Music Awards, agora estão sob a propriedade da Paramount Global, por meio da BET Networks.